# Culture Bas-Saint-Laurent (Organisme)
Culture Bas-Saint-Laurent (CBSL), aussi connu sous le nom de Conseil de la Culture Bas-Saint-Laurent, est un organisme à but non lucratif qui a pour mission d’œuvrer au développement et au rayonnement du milieu culturel de la région du Bas-Saint-Laurent au Québec (Canada) par de la formation, de l’accompagnement, de la promotion, de la veille, de la concertation et de la représentation[source insuffisante],,,.  

## Histoire
Culture Bas-Saint-Laurent a été légalement constitué en 1976. Sous le nom de Conseil de la culture de l’Est-du-Québec, l'organisme est l’initiative des intervenants professionnels de la région[réf. souhaitée] désireux de se doter d’une structure de concertation et de représentation, et ce, sur un territoire immense, soit le Bas-Saint-Laurent, la Gaspésie et les Îles-de-la-Madeleine.  
Il sera également le premier conseil régional de la culture  à être soutenu financièrement par le ministère de la Culture et des Communications (anciennement le ministère des Affaires culturelles du Québec)[réf. souhaitée]. 
À la suite du redécoupage des régions administratives du Québec en 1987, l’organisme devient le Conseil de la culture du Bas-Saint-Laurent en 1995. Il regroupe prioritairement les artistes, les organismes artistiques et culturels, ainsi que les travailleurs et travailleuses de la culture de son territoire. 
En 2017, la majorité des conseils de la culture changent de nom. Ainsi, le Conseil de la culture du Bas-Saint-Laurent devient Culture Bas-Saint-Laurent. 
Depuis 2019, Culture Bas-Saint-Laurent fait partie du Réseau des agents de développement numérique regroupant les 15 autres conseils régionaux de la culture soutenus par le Ministère de la Culture et des Communications du Québec. Avec l'aide de ce réseau, l'organisme amorce ça transformation numérique et commence à s'impliquer dans des projets de développement numérique régionaux comme Explorer et Cocréer en Culture, Tourisme et Numérique et la Communauté techno-culturelle pour l'amélioration des conditions de travail en culture au Bas-Saint-Laurent. 